# Дёшвиц
Дёшвиц (нем. Döschwitz) — община в Германии, в земле Саксония-Анхальт. 
Входит в состав района Бургенланд. Подчиняется управлению Дройсигер-Цайтцер Форст.  Население составляет 884 человека (на 31 декабря 2006 года). Занимает площадь 10,84 км².
Община подразделяется на 3 сельских округа.
С 1 января 2010 года ранее независимые коммуны Грана и Дёшвиц объединены с муниципалитетом Крецшау новую коммуну Крецшау.